# Limba neerlandeză
Limba neerlandeză (numită informal olandeză; autonim: Nederlands) este o limbă germanică, inclusă în subgrupa limbilor vest-germanice. Neerlandeza este forma scrisă comună a dialectelor germanice vorbite în Țările de Jos și în Belgia (regiunile Flandra și Bruxelles). Este limba oficială a Țărilor de Jos și a Surinamului, iar în Belgia este una din limbile oficiale, alături de franceză și germană. Este vorbită și în posesiunile neerlandeze din Marea Caraibelor (Aruba și Antilele Neerlandeze), precum și în unele comunități din Indonezia (fostă colonie neerlandeză). În total, neerlandeza este vorbită ca limbă maternă de circa 22 de milioane de persoane.
Limba afrikaans, vorbită în Africa de Sud și Namibia, este derivată din unele dialecte neerlandeze vorbite în secolul al XVII-lea. În urma izolării, afrikaans s-a îndepărtat treptat de neerlandeză și a ajuns să aibă astăzi o gramatică mult simplificată, dar cele două limbi sunt încă într-o mică măsură reciproc inteligibile.
Neerlandeza reprezintă o formă literară a germanei de jos (Niederdeutsch), tranziția dintre germana standard (Hochdeutsch) și neerlandeza standard fiind făcută de grupul de dialecte Bergisch-Limburgisch, vorbite în sud-estul Țărilor de Jos, nord-estul Belgiei și în regiunea Niederrhein din Germania. Dialectele de nord ale neerlandezei (provinciile Groningen, Drenthe și Overijssel) sunt chiar mai apropiate de dialectul saxon de jos al germanei decât de neerlandeza standard. Neerlandeza are multe asemănări și cu limba engleză, fiind cea mai apropiată limbă de aceasta, cu excepția grupului de limbi frizone.

## Denumire
Denumirea oficială a limbii este Nederlands, chiar dacă mai sunt vehiculați și alți termeni precum Hollands sau Vlaams. În consecință, echivalentul oficial în limba română ar trebui să fie „neerlandeză”. Totuși, denumirea tradițională și cea mai răspândită este „limba olandeză”. Termenul „limba neerlandeză”, care până recent avea o frecvență redusă în afara lucrărilor de specialitate, a ajuns în prezent să fie preferat. Explicația acestui fapt este aceea că limba neerlandeză desemnează nu numai limba oficială a Țărilor de Jos, ci și una din cele trei limbi oficiale ale Belgiei, unde această limbă este vorbită sub forma variantei flamande. Olandeza (Hollands în neerlandeză) este doar un dialect al limbii neerlandeze, vorbit în partea vestică a Țărilor de Jos. Dialectul olandez și cel brabantin sunt cele mai vorbite din monarhia constituțională a Țărilor de Jos. Termenii de „flamandă” și „olandeza” sunt utilizați de lingviști pentru a desemna dialectele sau regionalismele.
În Evul Mediu, limba era cunoscută sub numele Dietsc sau Duutsc, echivalentul istoric al germanei (Deutsch), care însemna simplu „limba poporului”, în contrast cu latina, care era limba religiei și a învățăturii. Forma Duutsc a fost împrumutată în limba engleză sub corespondentul Dutch.

## Istoric
Limba neerlandeză este atestată ca limbă proprie începând cu anii 500, dovadă de necontestat fiind individualizarea limbilor tribale germanice din acea perioadă care a marcat uniformizarea dialectelor în limbi de sine stătătoare.
Limba neerlandeză s-a format în primă instanță prin geneza germanică, după care s-a produs o ruptură culminând în "neerlandeza veche" (Oudnederlands), care este folosită o perioadă îndelungată de circa 600 de ani, între 500 și 1200. În această perioadă, limba neerlandeză și-a păstrat o mare parte din expresia lingvistică comună cu alte limbi vest-germanice, însă, de-a lungul influentelor vecinătății, aceasta a început să se manifeste într-o limbă unică și relativ diferită de celelalte ramuri germanice.
Era următoare din istoria limbii neerlandeze este cunoscută ca "neerlandeza mijlocie" (Middelnederlands), o perioadă care a durat aproximativ 300 de ani, între 1200 și 1500. Această perioadă este considerată un "tampon" între neerlandeza veche și neerlandeza modernă, vorbită și în ziua de azi.
Neerlandeza modernă a fost influențată serios de mai multe limbi precum germana, franceza și engleza, în perioadele lor de "lingua franca". Faptul că Țările de Jos se află la răscruce din punct de vedere geografic față de aceste trei mari culturi, a îmbunătățit în mod preponderent procesul de modernizare a limbii, cât și al societății neerlandeze. De asemenea, greaca și latina au avut un rol decisiv în crearea limbii neerlandeze de azi, crescând vocabularul acesteia la aproximativ 350.000 de cuvinte, probabil cel mai vast vocabular întâlnit la o limbă în ziua de azi.

## Dialecte

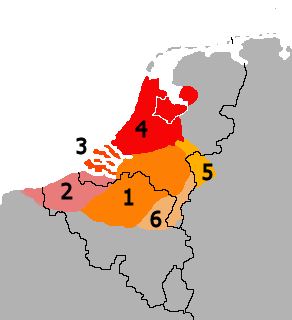
Dialectele limbii neerlandeze: 1. brabantic, 2. flamand, 3. zeelandic, 4. olandez, 5. sud-geldric, 6. limburghez

În Țările de Jos, numărul dialectelor este destul de scăzut, o regiune bogată în această privință fiind totuși Limburg. Vorbitorii de dialect stăpânesc de asemenea (într-o oarecare măsură) și limba standard. Aceasta din urmă cunoaște însa, în aspectul său vorbit, influențe regionale:
- în sudul Țărilor de Jos, consoana „g” este mai puțin sonoră decat în vest sau nord;
- în regiunea nord-estică, „n”-ul din cadrul terminației „-en” este pronunțat mai clar decât în restul țării.

Belgia se poate considera mai bogată în dialecte. Deși flamanda nu poate fi interpretată drept un dialect propriu-zis, anumite cuvinte sau construcții frazeologice ce îi sunt specifice nu pot fi regăsite în spațiul neerlandez. Dialectele flamande se caracterizează printr-un număr mare de cuvinte împrumutate din limba franceză. De exemplu, cuvântul flamand pentru „furculiță” este fourchette și nu neerlandezul vork. În ciuda acestora, diferențele nu sunt atât de semnificative încât să se poată vorbi de existența a două limbi distincte.

## Răspândire geografică
| Țară           | Vorbitori  | Ref. |
| -------------- | ---------- | ---- |
| Țările de Jos  | 15.700.000 |      |
| Belgia         | 5.660.000  |      |
| Surinam        | 200.000    |      |
| Curaçao        | 11.400     |      |
| Aruba          | 5.290      |      |
| Sint Maarten   | 2.000      |      |
| Bonaire        | 950        |      |
| Sint Eustatius | 100        |      |
| Saba           | 20         |      |
| Total          | 22.040.690 |      |

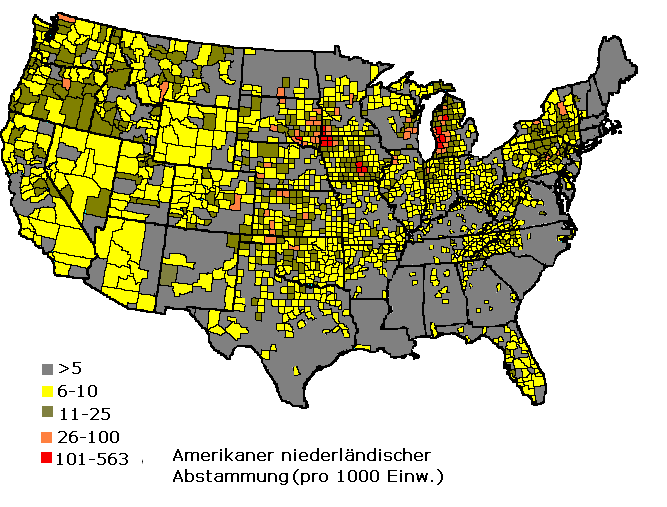
Vorbitori de neerlandeză în Statele Unite (per 1.000 de locuitori)

Limba neerlandeză, ca limbă natală, este vorbită de către 15,7 milioane de neerlandezi și 5,6 milioane de belgieni. Ea se vorbește și în Flandra (regiune belgiană), fiind cunoscută și sub denumirea de flamandă, deși măsura în care diferă flamanda și neerlandeza este un subiect intens dezbătut. Frontiera lingvistică din Belgia se află la sud de Bruxelles (care, la rândul său, e un oraș bilingv), cu o traiectorie aproximativă de la est la vest. Mai mult, există peste 80.000 de vorbitori de neerlandeză (numită Vlaams sau flamandă) în apropierea orașului francez Dunkerque, la granița cu Belgia. Totuși, aceasta nu are niciun statut oficial. Neerlandeza este de facto limba oficială în Surinam.

## Fonologie

### Consoane
|                      | bilabială | labio-dentală | alveolară | palatală | velară | glotală |
| -------------------- | --------- | ------------- | --------- | -------- | ------ | ------- |
| explosivă            | p b       |               | t d       |          | k      |         |
| nazală               | m         |               | n         |          | ŋ      |         |
| fricativă            |           | f v           | s z       |          | x ɣ    | ɦ       |
| sonantă              |           | ʋ             | ɹ         | j        |        |         |
| aproximantă laterală |           |               | l         |          |        |         |

## Gramatică
Neerlandeza se scrie cu ajutorul alfabetului latin format din 26 de litere, o parte dintre acestea putând fi însoțite de diverse semne diacritice. Neerlandeza se situează între engleză și germană, fiind mai apropiată de aceasta din urmă, mai ales în ceea ce privește gramatica. Cât despre vocabular, neerlandezii au împrumutat francezilor și multor alte țări un important lexic maritim (matelot, babord etc).
Ca toate limbile vest-germanice, neerlandeza are o structură a cuvintelor destul de complicată. Neerlandeza este cunoscută și ca o limbă care are tendința de a lipi multe cuvinte scurte pentru a forma unul lung.
Gramatica s-a simplificat foarte mult în ultimii 100 de ani: cazurile sunt folosite acum doar pentru pronume. Au fost împrumutate multe cuvinte care se pronunță aproape la fel ca în limba din care provin.